# رستم آباد (جعفرآباد)
رستم آباد، روستایی از توابع بخش مرکزی شهرستان جعفرآباد در استان قم ایران است.
1. ↑  کمیته تخصصی نام‌نگاری و یکسان‌سازی نام‌های جغرافیایی ایران[پیوند مرده]، سازمان نقشه‌برداری کشور